# اورلینز (ماساچوست)
اورلینز، ماساچوست
اورلینز(به انگلیسی: Orleans) شهرکی در شهرستان بارنستبل ایالت ماساچوست می‌باشد که در سال ۱۷۹۷ بنیان‌گذاری شده‌است. این شهرک در سرشماری سال ۲۰۱۰ میلادی، ۵٬۸۹۰ نفر جمعیت داشته‌است.

## نگارخانه

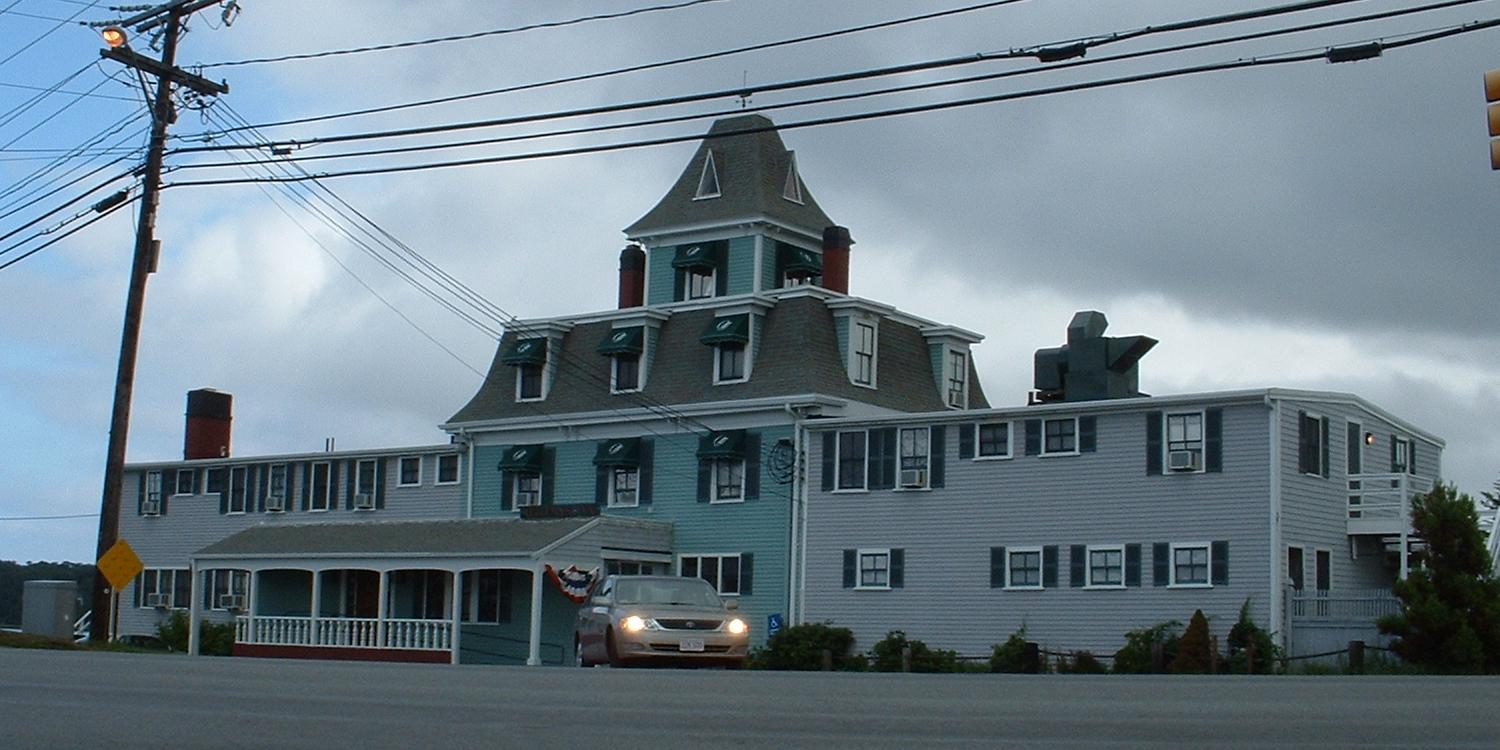
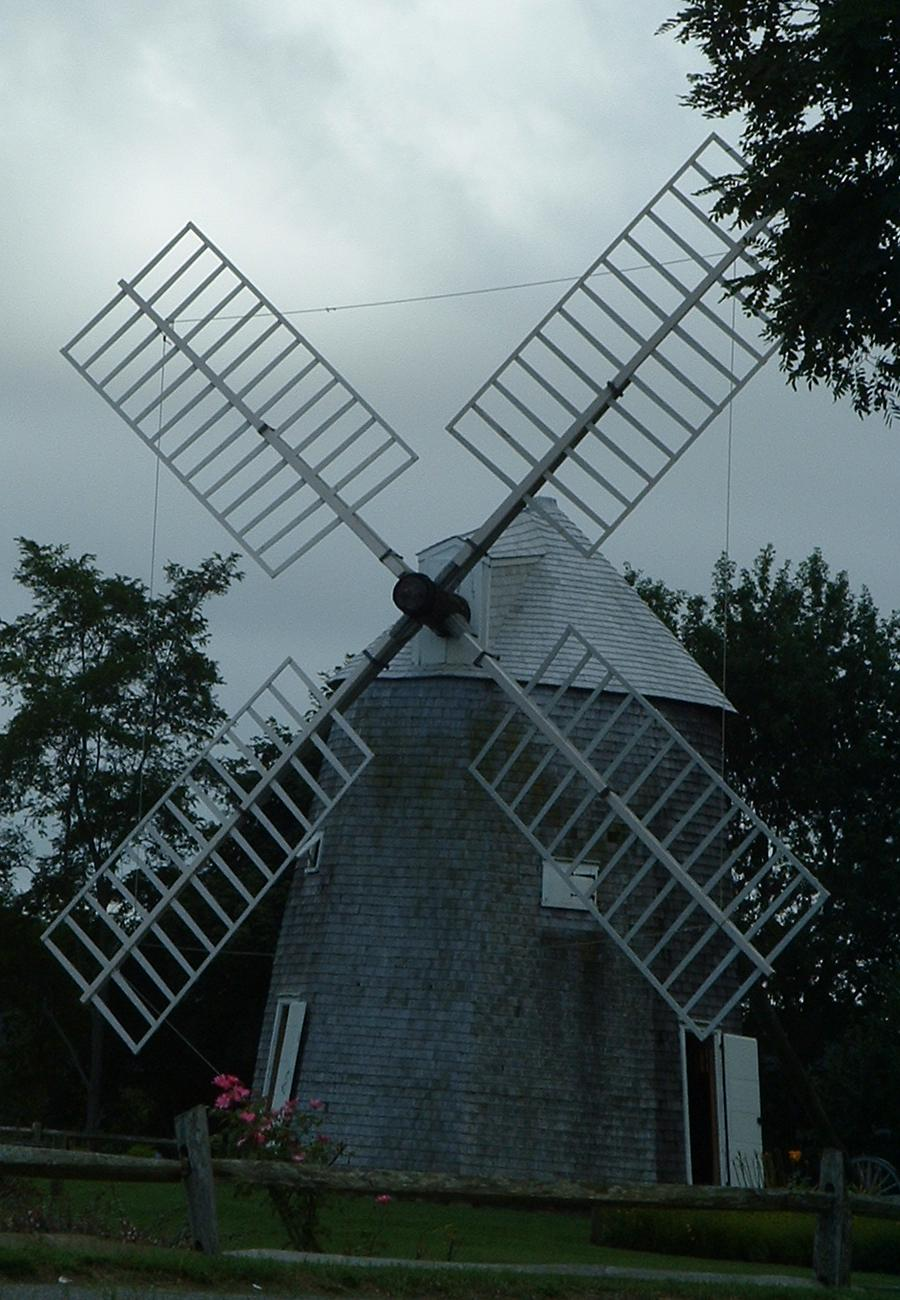